# 飓风多格
飓风多格（英語：Hurricane Dog）是1950年大西洋飓风季最强烈的飓风，也是该季第四个获得命名的风暴，于8月30日在安地卡島以东形成。风暴经过小安的列斯群岛以北海域后转向北上并增强为四级飓风，在大西洋公海上空达到风速每小时230公里的最高强度，然后开始有所减弱，在距马萨诸塞州鳕鱼角不到320公里的海域经过。之后于9月12日转变成温带气旋。
多格给背风群岛造成了严重的损失，它被认为是安地卡岛有纪录以来最强烈的飓风。岛上刚在数星期前受到飓风贝克的沉重打击，这场飓风更是雪上加霜。许多建筑物被毁，数千人无家可归。飓风在美国一些沿海。新英格兰东南部因强风而出现大面积停电。新斯科舍有12人失踪，推定已经死亡。飓风先进路途上造成的经济损失共计约为300万美元（1950年美元，相当于2025年的3799萬美元）。

## 气象历史
由于东大西洋缺乏足够的船舶和陆地观测数据，飓风多格的确切起源尚无定论，系统有可能源自8月24日佛得角群岛附近的一股东风波，但没有观测数据来证实其发展历程。8月30日，美国海军舰船“西伯罗汀号”（SS Sibrodin）报告在安地卡岛东南偏东方向约510公里海域发现烈风强度的狂风和低气压区。8月30日晚，气象部门首度记录下这场风暴，认为其风速已有每小时145公里，已属飓风。由于受到东北方向的高压脊影响，风暴向西北偏西方向行进并快速增强，于8月31日达到风力时速209公里强度，成为大型飓风，然后进入背风群岛。9月1日清晨，飓风多格从安地卡岛以北近海掠过，其强度可以在萨菲尔-辛普森飓风等级下达到四级飓风标准。安地卡岛的一处气象站纪录下的气压为973毫巴（百帕，28.73英寸汞柱），不过气旋的风眼没有从气象站监测范围内经过。经过安地卡岛后，飓风略有减弱，根据侦察机的报告，气旋接下来以风力时速193至201公里强度登陆安圭拉，这也是系统的唯一一次登陆。安圭拉和附近的圣马丁岛出现飓风强度狂风，所测气压为978.7毫巴（百帕，28.9英寸汞柱）。
9月2日清晨，飓风多格因受弱转向气流的影响向北飘流。气旋进一步弱化，侦察机测得的中心气压为962毫巴（百帕，28.4英寸汞柱），最大持续风速降至每小时185公里。风暴很可能在此强度下继续保持了两天，然后于9月4日再次增强并转向东北。9月5日，气旋在多米尼加共和国最东端以北约540公里处再次达到四级飓风标准。转向北上后，多格进一步强化，达到风力时速233公里的最高强度。9月6日，飓风猎人侦察机经视觉观测估计位于百慕大西南偏南方向约720公里洋面的多格最高风速高达每小时300公里，但由于早期侦察机观测的主要是海平面风速，所以这一数据通常有欠客观，有时不够可靠。2014年，美国国家海洋和大气管理局飓风研究部进行的大西洋飓风再分析计划发现，飓风多格的最高风速很可能是每小时230公里，这样多格就由五级飓风降级成四级飓风。不过，多格仍然是这年西大西洋上空的强劲飓风，产生的狂浪超过30米。
飓风多格在最高强度下保持了约12个小时。9月7日，气旋的中心气压低至948毫巴（百帕，27.99英寸汞柱），这也是该飓风的最低气压。由于北面有高压脊逐渐形成，系统的前进速度放缓，并在转向西进的过程中因不明原因逐渐减弱；到9月9日时，多格的风速已降至每小时121公里。9月10日，气旋转向北上，于次日短暂增强至风速每小时160公里然后再度减弱。9月12日，风暴在距鳕鱼角不到320公里海域掠过，之后不久就转变成温带气旋。这股温带气旋残留转向东进，之后又转至东北并持续了几天，最终于9月18日在爱尔兰以北海域失去踪影。

## 防灾措施
美国国家海洋和大气管理局因这场飓风的威胁而向从北卡罗莱纳州外滩群岛到缅因州之间地区发布了烈风、涨潮和巨浪警报。至少有17艘海军舰艇因飓风来袭而转移。罗德岛州州警务部门提醒海岸附近居民准备在必要时撤离，该州还关闭了多个海滩，取消了沿南部航道行进的渡轮旅行服务。美国国家海洋和大气管理局还在飓风距美国本土距离最近当天向从新泽西州開普梅到缅因州东港之间地区发布了风暴警告。

## 影响
飓风多格途经小安的列斯群岛期间给安地卡岛带去了2.4米高的风暴潮。安地卡岛和巴布達島上遭遇的狂风风速估计高达每小时210公里，聖約翰更记录到时速232公里的阵风。安地卡岛的报告显示飓风强度的狂风持续了6个小时，岛上居民认为这是该岛有史以来最强烈的飓风。该岛数星期前刚受到飓风贝克（Baker）的沉重打击，这次多格又导致数千人无家可归。整个小安的列斯群岛遭受的经济损失达到100万美元（1950年美元，相当于2025年的1266萬美元），其中受灾最严重的是安地卡岛和巴布達島，许多民宅和庄稼被毁，道路因冲蚀或树木倒塌而阻塞，整个群岛供电中断。飓风还导致了多起沉船事故，有两人在小船倾覆后淹死。聖巴泰勒米島上有一艘船因风暴而沉没，该岛受到的经济损失约为7万美元（1950年美元，相当于2025年的88.6萬美元）。
美国中大西洋各州普降暴雨，导致部分地区山洪爆发。马里兰州贝莱尔有一辆车冲进了火药河的小火药瀑布，车上三人淹死，一人受伤。弗吉尼亚州的勒星頓也有两人淹死。虽然报纸上的报道认为暴雨是飓风多格造成，但这没有得到气象部门的确认。
这场飓风给美国东岸沿岸带去了高涨的海潮和巨浪，罗德岛州部分海滩报告出现了沿海洪灾。海岸沿线有多艘船只因飓风而沉没或受损，其中包括南塔克特的两艘大型船只。马萨诸塞州艾塞克斯縣沿海小镇马布尔黑德（Marblehead）有至少15艘船被海浪从港口卷到了堤道上。鳕鱼角附近的渔民受到了共计15万美元（1950年美元，相当于2025年的190萬美元）的财物损失。南塔克特沿岸的海潮是继1944年大西洋大飓风以来最高的。多格还给新英格兰沿岸地区带去了强劲了阵风，导致大范围停电，其中鳕鱼角就有15个镇断电，南塔克特也有数百户居民家中停电，该地区还有其他多个地点存在类似情况。此外，飓风带来的狂风摧毁了两个谷仓，并将树木连根拔起，一些树倒在街道上，导致交通阻塞。马萨诸塞州东南部因飓风而出现了轻到中度降雨，降雨量从最低的约25毫米到南塔克特附近的100至125毫米不等。鳕鱼角新英格蘭鎮普罗文斯敦（Provincetown）因大雨令视线受阻而导致了一起车祸，一辆轿车撞到了一位女性。同县小镇法尔茅斯（Falmouth）有一位男子因电线杆倒塌后触电而瘫痪。不过这一地区遭受的总体经济损失较为轻微，总计约200万美元（1950年美元，相当于2025年的2533萬美元），这个数字比之前预期飓风如果实现登陆将会造成的损失数额要低得多。新英格兰共计有12人因飓风丧生，新斯科舍近海有两艘船失踪，每艘船上都载有六人，他们此后生死不明，之后被认为已经因风暴而死亡。

## 命名、纪录和善后
1950、1951和1952年大西洋飓风季的大西洋飓风都是根据海陆军联合拼音字母来命名。不过，一些报纸上称飓风多格为“中大西洋最大的飓风”，其名称也很少使用。在操作上要一直到1952年起才开始用名字来称呼飓风。
牙买加金斯敦一家名为《拾穗日报》（The Daily Gleaner）的报纸为飓风善后设立了一个救助基金，邀请读者对“安地卡岛上的西印度群岛同胞”伸出援手。飓风过去四天后，该基金已经筹得17.1万英镑（1950年英镑）。安地卡岛的一位官员表示，该国“感激外界自愿提供的援助，特别是食品和衣物”。美国也向受灾岛屿提供救援。